# متحف هيئة قناة السويس
متحف هيئة قناة السويس ببورسعيد هو أحد متاحف مدينة بورسعيد في مصر، افتُتِح يوم الخميس الموافق 6 أغسطس 2015 بمناسبة احتفال مصر بافتتاح قناة السويس الجديدة.

## الموقع
يشغل المتحف مبنى أثري يقع في تقاطع شارعي البازار وصفية زغلول وقد اشتهر هذا المبنى في السابق بفيلا الإمبراطورة أوجيني إلا أنه في الواقع كان مقراً للقنصلية الفرنسية ببورسعيد غير أن الإمبراطورة أوجيني قد استراحت فيه لبعض الوقت أثناء مراسم افتتاح قناة السويس 1869 ومن هنا اكتسب اسم شهرته.

## الأقسام الرئيسية للمتحف
يتكون المتحف من طابقين، الطابق الأول يضم عددًا من الأثاث واللوحات المجسمة التي ترجع لأيام المهندس الفرنسي فرديناند دي لسبس صاحب فكرة مشروع قناة السويس، كما يحتوي على مقتنيات لدي لسبس تتمثل في بعض الفازات والأنتيكات التي أهديت له وكذلك سجاد فارسي وشمعدان وكريستالات وكذا تمثال لدي لسبس من المرمر الأصلي إضافة إلى لوحات فنيه له، فضلاً عن لوحة فنية مرسومة لـ «أوغست لويس» والذي يعد ثالث رئيس لهيئة قناة السويس بعد كل من «دي لسبس» و«جول جيشار»، بالإضافة إلى مجموعة من المقتنيات ذات التراث مثل الفونوجراف والبيانو وساعة المكتب. أما الطابق الثاني فيضم مجسمات وماكيتات وخرائط تحكي مشروع حفر قناة السويس وتجسد المراحل التاريخية لقناة السويس منذ عرض مشروع الحفر وضرب أول معول لحفر القناة في 1859 ثم الافتتاح عام 1869 مروراً بالتأميم عام 1956 وغيرها من المراحل التاريخية المختلفة التي شهدتها القناة حتى الآن.

## مواعيد العمل
المتحف مفتوح للزيارة خلال أيام العمل الرسمية بالأسبوع من الصباح إلا أنه يعمل لنصف يوم فقط في يوم الخميس، كما أنه يُغلق يومي الجمعة والسبت.